# Bürgerliches Zeughaus

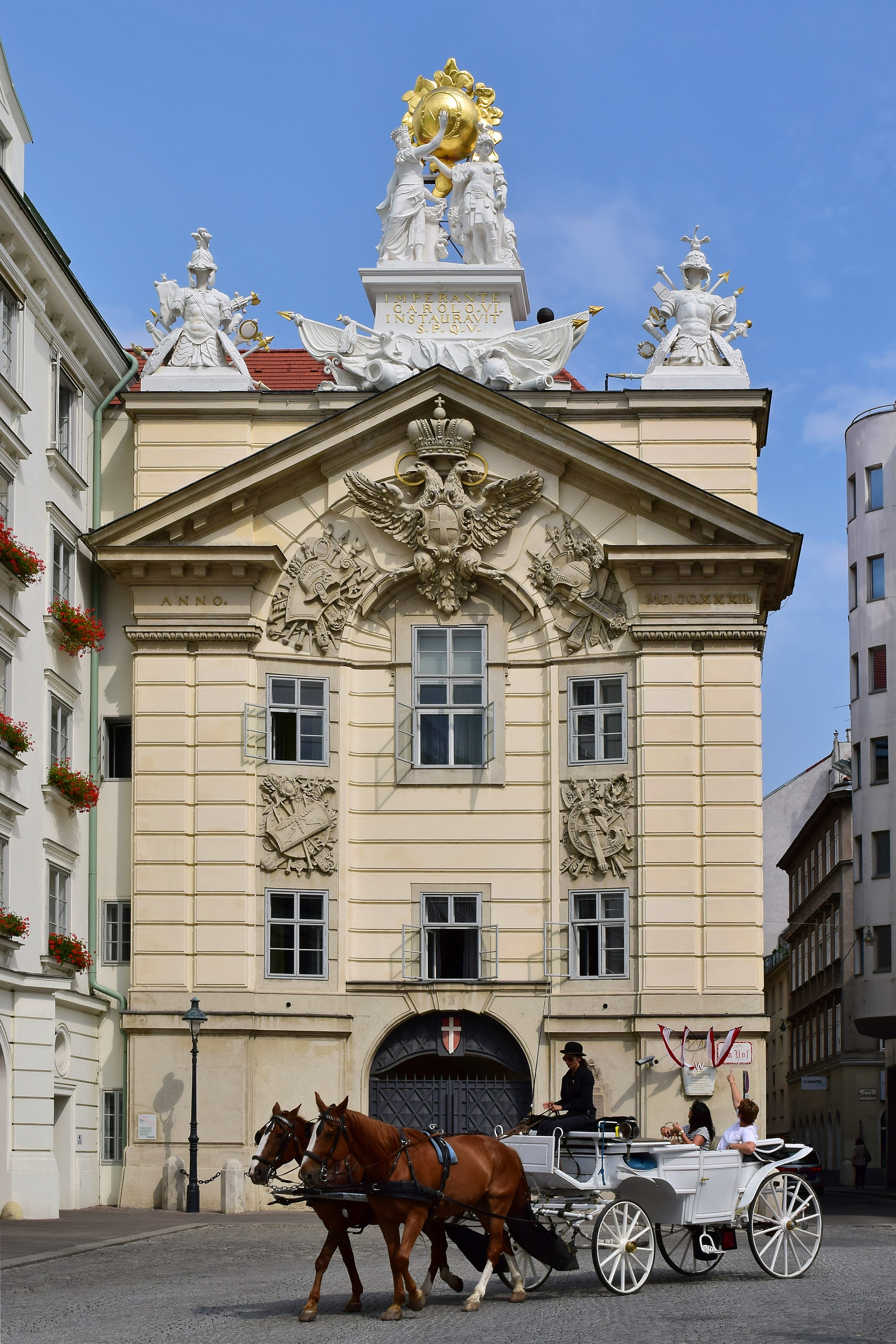
Bürgerliches Zeughaus mit Fiaker

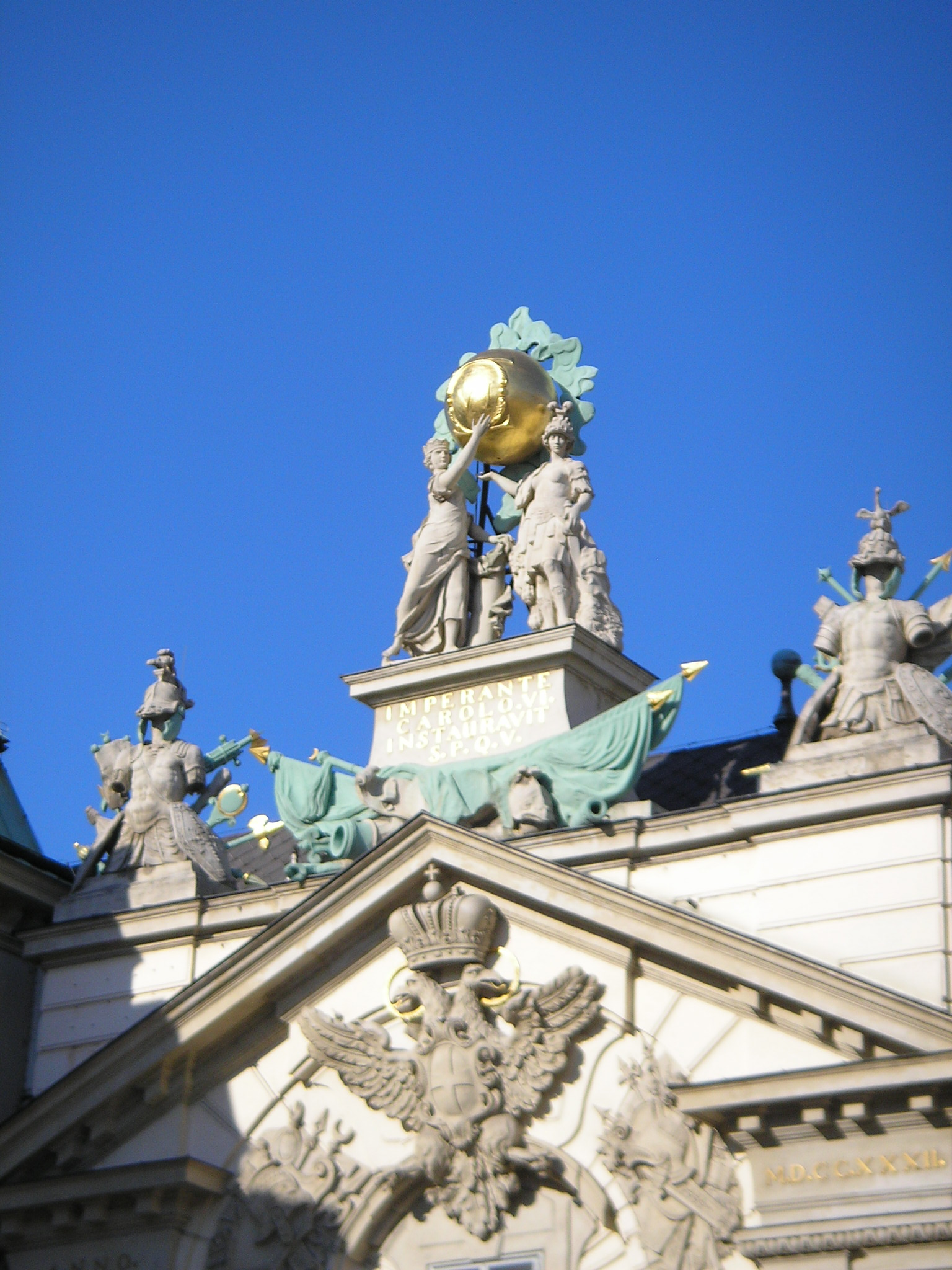
Ansicht des goldenen Globus am Gesims

Das Bürgerliche Zeughaus befindet sich im Ersten Wiener Gemeindebezirk Innere Stadt auf dem Platz Am Hof Nummer 10.

## Geschichte
Erbaut wurde es von der Stadt Wien auf dem Areal des ehemaligen jüdischen Fleischhofs, um hier einen städtischen Waffenvorrat für die Verteidigung Wiens anzulegen, und wurde ab 1562 verwendet. Um 1676 wurde es um ein Nachbarhaus erweitert. 1731/32 wurde vor allem die Hauptfassade stark umgestaltet. 1809 plünderten die Franzosen die Waffenvorräte, und während der Revolution von 1848 hatte die Nationalgarde hier ihr Hauptquartier. Nach der Fertigstellung des Neuen Rathauses an der Wiener Ringstraße wurden die hier gelagerten Waffen und Trophäen im dortigen Bürgerlichen Waffenmuseum mit einer umfangreichen Sammlung von 16.000 Exponaten ausgestellt. Die dadurch frei gewordenen Räume wurden der 1685 gegründeten Wiener Berufsfeuerwehr zur Verfügung gestellt.
Auf den beiden Kapitellen der Seitenpfeiler findet sich die Aufschrift: ANNO MDCCXXXII, dazwischen der kaiserliche Adler mit dem Wiener Stadtwappen auf der Brust. Ganz oben auf dem flachen Schluss der Stirnwand erhebt sich ein viereckiger Sockel mit der Aufschrift: Imperante Carolo VI. instauravit S.P.Q.V. Zwei auf diesem Sockel stehende Figuren, welche Tapferkeit und Beständigkeit darstellen, tragen eine, mit zwei verschlungenen „C“ und der Zahl „VI“ bezeichnete Kugel. Sieben weitere, eher dekorative Steinfiguren sind darüber hinaus an der Fassade verteilt.
Am 21. Juni 2007 wurde der wegen Umbauarbeiten an der Zentralfeuerwache errichtete Turmdrehkran von einer Sturmböe umgeweht und auf das ehemalige Bürgerliche Zeughaus geschleudert. Der Kranführer kam dabei ums Leben, das Zeughaus wurde schwer beschädigt.